# Lactancia y VIH

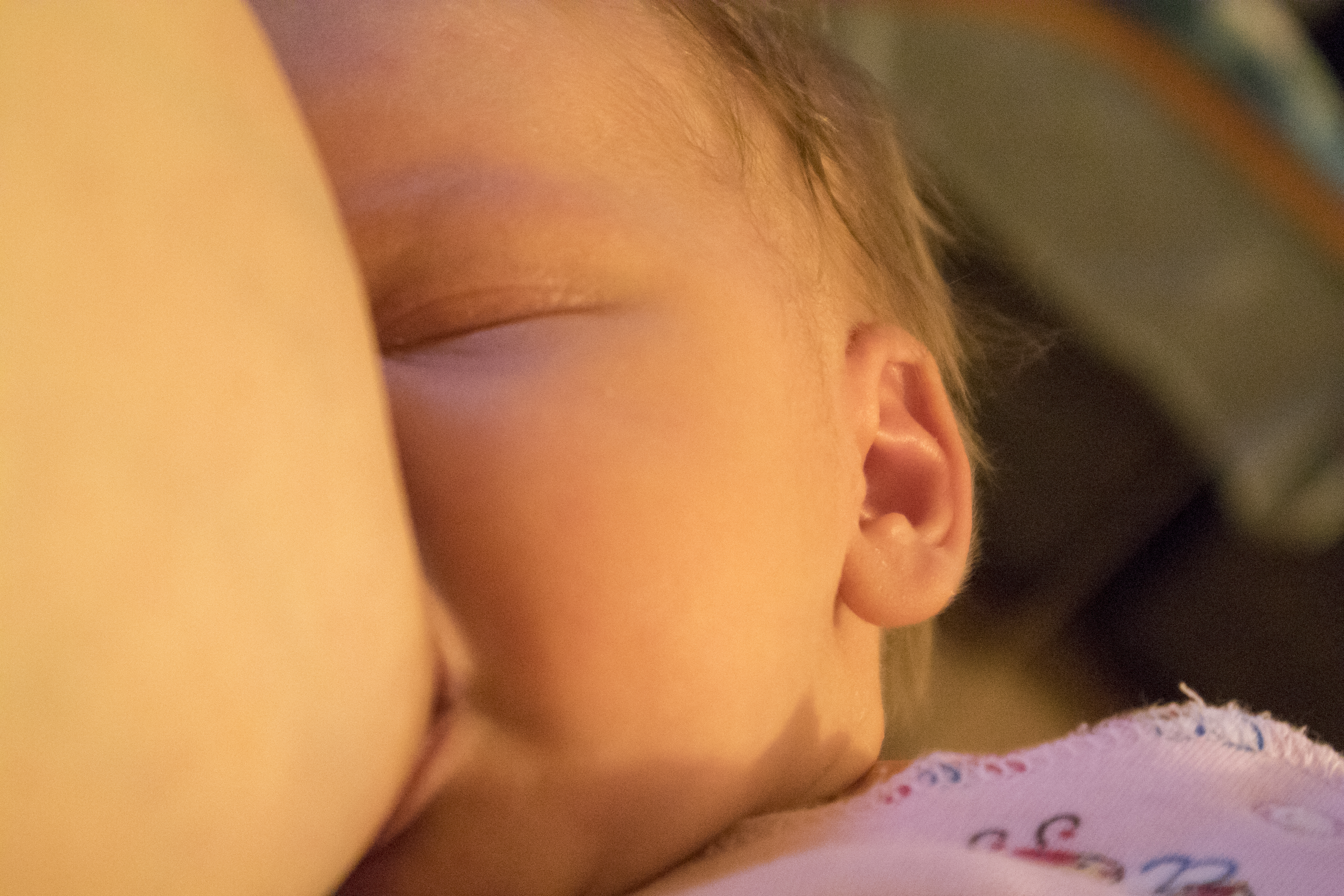
Bebé siendo amamantado

La lactancia materna por parte de madres infectadas por el VIH es la práctica de la lactancia materna de madres infectadas por el Virus de la Inmunodeficiencia Humana e incluye a aquellas que pueden querer amamantar o que en la actualidad están amamantando. El VIH puede transmitirse al bebé a través de la lactancia materna. El riesgo de transmisión puede variar y dependerá de la concentración vírica presente en la leche materna. El infante se puede contagiar con VIH durante toda la duración del embarazo o durante el parto (intraparto).

## Introducción
En las directrices sobre la alimentación del lactante por madres que se sabe que están infectadas con VIH establecidas por la OMS (en especial en los países de escasos recursos) se recomienda la práctica exclusiva del amamantamiento, en lugar de las prácticas mixtas de lactancia materna que incluyen otros suplementos nutricionales o líquidos. Varios estudios han revelado los grandes beneficio de la lactancia materna exclusiva, tanto para la madre como para el niño, y en estos, se señala que la lactancia materna exclusiva durante un período de seis meses reduce significativamente la transmisión, entrega al lactante mayores posibilidades de supervivencia durante el primer año de vida y ayuda a la madre a recuperarse de forma más rápida de las consecuencias negativas que tuvo en su salud el parto.
A pesar de estos positivos resultados, otros estudios han determinado que los bebés de madres infectadas por el VIH alimentados con mamadera tienen aproximadamente un 19% de probabilidades de infectarse, en comparación con los bebés alimentados con leche materna que tenían aproximadamente un 49% de probabilidades de infección. Esta variación en los hallazgos dificulta la creación de directrices adecuadas para las mujeres infectadas por el VIH en países del tercer mundo o en vía de desarrollo, donde las formas alternativas de alimentación no siempre son aceptable, factible, asequible, segura y sostenible (AFASS, por sus siglas en inglés). Por lo tanto, después de mucha investigación, los beneficios y/o las consecuencias de la lactancia materna con VIH aún siguen siendo objeto de debate.

## Recomendaciones para la PTMI
La práctica de la lactancia materna de las madres seropositivas es un asunto en discusión, controversial y de preocupación para la salud pública mundial. Los programas de prevención de la transmisión materno infantil (PTMI) y otras directrices internacionales ofrecen intervenciones preventivas para abordar la transmisión materno infantil (TMI) del VIH en países del Tercer Mundo. Los programas de PTMI ofrecen a las mujeres seropositivas recomendaciones y servicios que incluyen el tratamiento antirretroviral(TAR), cambios en las formas de alimentación de los bebés (es decir, lactancia materna exclusiva o alimentación con formula (exclusive replacement feeding)) y asistencia psicológica.
Aunque los programas de prevención de la transmisión materno infantil (PTMI) se han implementado en diferentes regiones, su éxito en entornos con recursos limitados sigue siendo objeto de amplio debate. En 2008, gran parte de África subsahariana en su conjunto tenía una estimación de 430.000 infecciones por VIH entre niños menores de 15 años. A pesar de los conocimientos y tecnología que se les ha dedicado a los servicios de PTMI y a las directrices de alimentación de los lactantes, la poca participación de las mujeres seropositivas y su falta de adhesión a estos programas ha dificultado el éxito de estas políticas. Muchas mujeres temen conocer su estado serológico. En términos generales, las madres seropositivas carecen de apoyo, especialmente de los hombres, lo que provoca su estigmatización y marginación por parte de los miembros de la comunidad. Es por esto que la mayoría de las mujeres terminan perdiendo contacto con los programas de desarrollo, los cuales terminan poco después que la madre da a luz. La interrupción de estos programas dificulta para las madres el conocimiento y la comprensión de las diferentes opciones de alimentación, ya que estos programas no se encuentran disponibles para ofrecerles la información necesaria.

## Experiencias interculturales
El acceso a los recursos disponibles para la prevención de la TMI del VIH varía según las diferentes regiones culturales. "La TMI del VIH ha sido erradicada en entornos con recursos adecuados como los Estados Unidos y Europa". Los recursos médicos y terapéuticos disponibles en los países desarrollados pueden incluir medicamentos para las madres seropositivas durante el embarazo y el parto, el parto por cesárea para reducir la exposición del lactante a la infección, y cambios en las formas de alimentación de los bebés. En los países del tercer mundo, los recursos médicos y la tecnología pueden ser muy difíciles de encontrar y pueden resultar en una carga financiera para las madres seropositivas. Las madres infectadas por el VIH recurren a especialistas para que estos les proporcionen información y les den recomendaciones pertinentes sobre la alimentación y la salud de los lactantes. En las zonas de escasos recursos, las madres seropositivas también cuentan con tratamientos, uno de ellos es el tratamiento antirretroviral (TAR), que es un recurso que ha contribuido a la eliminación de la TMI del VIH en los países del primer mundo. Para que las madres seropositivas tengan acceso a los recursos, deben ser capaces de cumplir de forma regular con las citas de control, sin embargo, esto es difícil en países de escasos recursos debido a la precariedad en la calidad de la asistencia médica que ofrecen los sistemas de salud en países como la India, Tanzania y Nigeria. Esto también puede resultar en un dilema para las madres seropositivas porque, a pesar de que se disponga de una cantidad limitada de recursos, las carencias económicas pueden impedir que las mujeres accedan a los tratamientos disponibles. Esto puede influir en la decisión de la madre seropositiva de recurrir a la lactancia materna como opción principal para alimentar al bebé debido a las inestables condiciones económicas.
Las investigaciones antropológicas han demostrado que en contextos donde la lactancia materna es esencial para la supervivencia del lactante, como en lugares de escasos recursos, las directrices sobre la alimentación infantil en materia de PTMI ponen en tela de juicio las nociones sobre la maternidad y el poder de decisión de las mujeres sobre el cuidado de los lactantes, y afectan las experiencias de alimentación de los lactantes de las madres seropositivas. En África oriental, la mortalidad infantil es muy alta y la lactancia materna es vital para la supervivencia infantil. Aquí, la maternidad puede definirse como la responsabilidad de garantizar el bienestar y la salud del niño. La lactancia materna también se considera una práctica cultural que ayuda a crear un vínculo entre la madre y el hijo. Sin embargo, existe una discrepancia entre las directrices de la política de alimentación infantil en cuanto a la PTMI y lo que se considera un buen comportamiento materno. La política de PTMI promueve la alimentación con formula (replacement feeding) porque se cree que previene el riesgo de transmisión del VIH. Sin embargo, el cumplimiento de estas directrices es difícil para las madres en lugares de escasos recursos que creen que no amamantar a sus hijos sería perjudicial para su salud y supervivencia, además de amenazar el "desarrollo de estrechos vínculos corporales y emocionales entre madre e hijo". Es por eso que, para las mujeres seropositivas, no amamantar es percibido como un fracaso en ser una buena madre. Así, los programas de PTMI repercuten en la participación de las mujeres y en la toma de decisiones sobre el cuidado de los lactantes, y ponen en duda sus visiones culturales de una buena maternidad.

## Recomendaciones de la Organización Mundial de la Salud
La Organización Mundial de la Salud recomienda que las naciones determinen si recomendar que las madres con infección por VIH amamanten y reciban TAR o eviten la lactancia materna según el contexto particular. En un esfuerzo por perfeccionar aún más las directrices de las Naciones Unidas para una óptima alimentación de los infantes por madres infectadas por el VIH, La Organización Mundial de la Salud (OMS), en el año 2006, realizó una convención de tres días en Ginebra  para revisar las nuevas investigaciones que se habían realizado desde la última vez que se elaboró una directriz en el año 2000. Entre los participantes se encontraban organismos de las Naciones Unidas, representantes de organizaciones no gubernamentales, investigadores, expertos en alimentación infantil y departamentos de la sede principal de la OMS. La convención finalizó con las siguientes recomendaciones: Si la alimentación con fórmula es aceptable, factible, asequible y segura, se recomienda a las madres infectadas con el VIH que utilicen la alimentación con fórmula. De lo contrario, se recomienda la lactancia materna exclusiva. A los seis meses, si todavía no se dispone de alimentación sustitutiva (fórmula), se recomienda a las madres infectadas con el VIH a que comiencen a incorporar lentamente alimentos mientras continúan amamantando a sus hijos. Se recomienda que las personas con bebés infectados por el VIH continúen amamantando incluso después de los 6 meses.  Desde 2016, las recomendaciones de lactancia de la OMS para madres que desean amamantar son las mismas que para las madres no VIH siempre que tomen el TARc y se lleve  un control de carga viral.